# Женгене, Пьер-Луи
Пьер-Луи Женгене (фр. Pierre-Louis Ginguené, 25 апреля 1748, Ренн — 16 ноября 1816, Париж) — французский поэт и критик.

## Биография
Известность ему принесла поэма La Confession de Zulmé. Как музыкальный критик, Женгене стоял на стороне глюкистов. Писал в журнале «La feuille villageoise», поставившем себе задачей распространение в народе правильных понятий о принципах и стремлениях французской революции. Во время террора Женгене был арестован, но 9 термидора возвратило ему свободу.
Женгене был также масоном и входил в масонскую ложу «Девять сестёр».
Будучи избран членом исполнительной комиссии по народному образованию, он много поработал над преобразованием народных школ. Читал в Париже курс итальянской литературы.

## Труды Женгене
Его важнейшим трудом считается: «Литературная история Италии» (Histoire littéraire d’Italie, Париж, 1811—1824), составленная большей частью по сочинению Тирабоски «История итальянской литературы» (Storia della letteratura italiana). Последние два тома этого сочинения частично написаны итальянским писателем Франческо Сальфи.

### Женгене написал
- «La satire des satires» (1778);
- «Léopold» (поэма, 1787);
- «Eloge de Louis XI» (1788);
- «De l’autorité de Rabelais dans la révolution présente» (1791);
- «Notice sur la vie et les ouvrages de Piccini» (1802);
- «Fables nouvelles» (1810)

### Издал
- «Oeuvres de Chamfort» (1795)
- «Lebrun» (1811).